# والتر اولکویتز
والتر اولکویتز (انگلیسی: Walter Olkewicz؛ (زادهٔ ۱۴ نوامبر ۱۹۴۸ – درگذشتهٔ ۶ مارس ۲۰۲۱) هنرپیشه اهل ایالات متحده آمریکا بود.
از فیلم‌ها یا مجموعه‌های تلویزیونی که وی در آن‌ها نقش داشت، می‌توان به ساینفلد، بخش فوریت‌های پزشکی، توئین پیکس، متأهل… بچه‌دار، چیرز، آلیس، کارآگاه راکفورد، موکل، ۱۹۴۱ و توئین پیکس: با من بر آتش برو اشاره نمود.